# Oude Postkantoor (Baarn)
Het Oude Postkantoor aan de Teding van Berkhoutstraat 7 is een gemeentelijk monument in Baarn in de provincie Utrecht. Het voormalige postkantoor wordt sinds 2010 gebruikt als kinderopvang.
In 1851 werd een bestelhuis gevestigd in Baarn. Na het eerste hulppostkantoor uit 1866 werd in 1877 naast het destijdse gemeentehuis een postkantoor gebouwd met daarin opgenomen een telegraaf. Na de aanleg van de spoorlijn naar Baarn kwam er reeds in 1890 een telefoonverbinding met Amsterdam. De telefooncentrale zat eerst in een huisje bij het station, maar werd in 1902 verplaatst naar Eemnesserweg 50. De Nederlandsche Bell Telefoon Maatschappij deed haar vergunning in 1897 over aan de staat, waarna de centrale naar het postkantoor verhuisde. Na de bouw van het nieuwe gemeentehuis in 1908 verhuisde het postkantoor in 1913 naar een nieuw pand aan de Teding van Berkhoutstraat nummer 9.
Het postkantoor van twee lagen werd door rijksbouwmeester C.H. Peters ontworpen in een eclectische stijl. Peters ontwierp ook het Amsterdamse hoofdpostkantoor (later Magna Plaza). De eerste deur links was de ingang naar de deur van de directeur van het postkantoor. Een oude regeling uit de Franse tijd bepaalde namelijk dat de directeur bij het postkantoor moest wonen. In het gebouw was een grote "batterij" gebouwd die nodig was om stroom op te wekken voor de telefoon en meer nog voor de telegraaf.